# Armo
Armo – miejscowość i gmina we Włoszech, w regionie Liguria, w prowincji Imperia.
Według danych na rok 2004 gminę zamieszkiwało 129 osób, gęstość zaludnienia wynosi  14,3 os./km².